# Hidroelektrarna Paternion
Hidroelektrarna Paternion (izvirno nemško Kraftwerk Paternion) je ena izmed hidroelektrarn v Avstriji; leži na reki Dravi. Spada pod podjetje Verbund Austrian Hydro Power.

## Zgodovina
Hidroelektrarno so začeli graditi leta 1985. Gradnja je bila končana leta 1988. 
Moč elektrarne je 23,5 MW in na leto proizvede 95,0 milijona kWh.